# Shots
Singles de LMFAO
La La La
(2009) Yes
(2009)
Shots est une chanson interprétée par le duo américain électro LMFAO en featuring avec le rappeur américain Lil Jon. Il s'agit du troisième single issu de l'album Party Rock sorti en 2009. La chanson a été écrite par Jonathan Smith, Skyler Husten Gordy, Stefan Kendal Gordy, Eric Delatorre.

## Clip vidéo
Le clip de la chanson est sorti sur la plateforme YouTube le 4 décembre 2009.

## Listes des pistes
- Album version

1. Shots (Explicit version) - 3:42
2. Shots (Clean version) - 3:39

- Téléchargement digital[2]

1. Shots (Dummejungs Remix) - 5:06

## Crédits
- Voix – LMFAO et Lil Jon
- Paroles – Jonathan Smith, Skyler Husten Gordy, Stefan Kendal Gordy, Eric Delatorre
- Label : Interscope, will.i.am Music Group, Cherrytree

## Classement hebdomadaire
| Classement (2010-2011)                   | Meilleure position |
| ---------------------------------------- | ------------------ |
| Australie (ARIA)                         | 71                 |
| Canada (Hot 100)                         | 53                 |
| États-Unis (Hot 100)                     | 68                 |
| États-Unis (Billboard Heatseekers Songs) | 2                  |

## Certifications
| Pays   | Certification | Ventes certifiées |
| ------ | ------------- | ----------------- |
| Canada | Platine       | 80 000            |